# Jay Chapman
Jay Tyler Chapman (* 1. Januar 1994 in Brampton) ist ein kanadischer Fußballspieler, der meist als Mittelfeldspieler eingesetzt wird.

## Karriere

### Jugend und Amateurfußball
Chapman spielte in seiner Jugend zwei Jahre lang für die TFC Academy, der Jugendabteilung des Toronto FC. Danach spielte er zwei Jahre für das Collegeteam der Michigan State University.
Während seiner Zeit am College spielte er außerdem in der USL Premier Development League für K-W United FC.

### Vereinskarriere
Am 15. Januar 2015 unterzeichnete Chapman einen Profivertrag nach der Homegrown Player Rule beim Toronto FC. Kurz darauf spielte er beim Farmteam, bei dem er dann auch sein Pflichtspieldebüt am 20. März 2015 gegen Charleston Battery gab. Am 19. April 2015 erzielte er sein erstes Tor für die U-23 gegen die zweite Mannschaft der Vancouver Whitecaps.
Am 6. Mai absolvierte Chapman sein Debüt für die erste Mannschaft bei einem Spiel um die Canadian Championship 2015 gegen Montreal Impact.
Zur Saison 2020 wechselte Chapman zum neuen MLS-Franchise Inter Miami.
Im Januar 2022 wechselte Chapman zum schottischen Erstligisten FC Dundee.

### Nationalmannschaft
Chapman war Teil des Kaders für die CONCACAF U-17-Meisterschaft 2011 und die U-17-Fußball-Weltmeisterschaft 2011.